# Wojewódzki Szpital Zespolony im. Marcina Kacprzaka w Płocku
Wojewódzki Szpital Zespolony im. Marcina Kacprzaka w Płocku – płocki szpital specjalistyczny położony przy ul. Medycznej 19. Jest jedną z największych wielospecjalistycznych placówek medycznych na Mazowszu. Posiada 22 oddziały, w tym szpitalny oddział ratunkowy, a także blok operacyjny, zakład sterylizacji, poradnie i aptekę szpitalną. Dysponuje 942 łóżkami, z których rocznie korzysta 40 tys. pacjentów. Patronem placówki został płocczanin, polski higienista prof. dr med. Marcin Kacprzak.

## Historia

### Utworzenie szpitala
Decyzję o budowie nowego szpitala w Płocku podjęto na początku 1960 roku jako odpowiedź na dynamiczny rozwój miasta w czasie powstawania Mazowieckich Zakładów Rafineryjnych i Petrochemicznych. Na lokalizację obiektu wybrano osiedle Winiary, będące przedmieściami Płocka od strony zachodniej, natomiast budowę rozpoczęto w 1963. Pierwsze budynki szpitalne oddano do użytku w roku 1969, a budowę zakończono 31 grudnia 1972. Uroczystego otwarcia w obecności Ministra Zdrowia i Opieki Społecznej prof. Mariana Śliwińskiego dokonano 9 kwietnia 1973 roku.

### Rozbudowa
W 2005 roku podjęta została przez Zarząd Województwa Mazowieckiego decyzja o rozbudowie szpitala. Inwestycję ukończono w 2010 roku. W jej ramach powstał nowy blok szpitalny, w którym zlokalizowane zostały cztery oddziały: Neurologiczny z Pododdziałem Udarowym, Nefrologiczny z Ośrodkiem Dializ, Dziecięcy oraz Onkologiczny, a także apteka i Zakład Bakteriologii.
W latach 2006–2007 przy szpitalu zbudowano lądowisko dla śmigłowców.

## Oddziały
- Izba Przyjęć
- Szpitalny Oddział Ratunkowy
- Blok operacyjny
- Oddział Anestezjologii i Intensywnej Terapii
- Oddział Chirurgii Dziecięcej
- I Oddział Chirurgii Ogólnej i Onkologicznej
- II Oddział Chirurgii Ogólnej i Onkologicznej
- Oddział Chorób Płuc i Gruźlicy
- Oddział Dermatologiczny
- Oddział Dziecięcy
- Oddział Ginekologiczno – Położniczy
- Oddział Kardiologiczny
- Oddział Laryngologiczny
- Oddział Nefrologiczny
- Oddział Neonatologiczny
- Oddział Neurologiczny
- Oddział Neurotraumatologiczny
- Oddział Obserwacyjno – Zakaźny
- Oddział Okulistyczny
- Oddział Onkologiczny
- Oddział Reumatologiczny
- Oddział Urazowo – Ortopedyczny
- Oddział Urologiczny
- Oddział Wewnętrzny
- Centralna Sterylizacja